# Спор за името на Република Македония
Спорът за името  на Република Македония е исторически проблем, съществувал в периода между 1991 и 2019 година между Гърция и Република Македония (сега Северна Македония), касаещ използването на термина „Македония“, както и на определенията „македонци“ и „македонски“. От обявяването на своята независимост през 1991 година, във всички свои официални документи днешната Северна Македония назовава себе си „Република Македония“, гражданите си „македонци“, а официалния език – „македонски“. Срещу тази употреба остро и категорично възразява Гърция, мотивирайки се, че по този начин се присвоява гръцко културно наследство, както и опасявайки се от възможни териториални претенции към нея. Взаимноприемливо решение е договорено едва в края на 2018 година, като с прилагането му в началото на 2019 година отпадат дългогодишните пречки пред започване на преговори за присъединяване на Северна Македония към НАТО и Европейския съюз.

## История
От обявяването на независимостта съществува дипломатически проблем с името ѝ, което среща безпрецедентна съпротива от страна на Гърция. Според гръцките политици името „Македония“ е обидно за гърците и предизвиква объркване и морална вреда за Гърция. Според нея използването на това име за държавата оставя впечатлението, че Македония е само Скопие и всичко, свързано с това име, му принадлежи. Чрез правото си на вето Гърция не допуска признаването на независимата държава под това име. Заради този проблем Организацията на обединените нации и Европейският съюз признават държавата, използвайки „временното“ (до разрешаване на спора) име the Former Yugoslav Republic of Macedonia (Бивша югославска република Македония) и в много официални и международни документи се използва това име. Граждански организации на републиката обявяват това име за обидно и настояват за отпадането му.
Редица страни, включително четири от постоянните членки на Съвета за сигурност на ООН (САЩ, Великобритания, Русия и Китай) признават Македония също под името Република Македония (Republic of Macedonia).
На срещата в Букурещ на НАТО през 2008 година Гърция използва правото си на вето, заради неразрешения спор за името на днешната Северна Македония.

## Употреба на съкращението БЮРМ[8]
През периода на спора, в тогавашната Република Македония се смята за неприемлива употребата на следните съкращения:
1. FYROM – Former Yugoslav Republic of Macedonia;
2. БЈРМ – Бивша Југословенска Република Македонија;
3. ПЈРМ – Поранешна Југословенска Република Македонија,

с аргумент, че съкращението не е официално санкционирано от ООН. Въпреки това съкращението масово се ползва поради следните причини – незнание за политическата чувствителност по въпроса, съзнателно пренебрегване на официално приетото име, езикови причини (твърде дълго за бързо изговаряне и писане) и технически причини (недостатъчно място в различни бази данни за пълното изписване на името).

## България и спорът за името
На 15 януари 1992 г. България първа признава държавата като независима и суверенна, с официалното име Република Македония (копие, копие), без да поставя условия. Впоследствие обаче политиката на Скопие започна да създава проблеми в традиционната употреба на наименованието „Македония“ за българския дял на едноименния географски регион – Българска (Пиринска) Македония. България подкрепя решаването на спора за името, с което да се отворят вратите на НАТО и ЕС за Северна Македония, като същевременно напомня, че евентуалното решение следва да отчита „историческите, културните и всички други реалности, които са свързани с географската област Македония“ и факта, че „части от тази географска област сега се намират в три държави, включително България“.
България при президента д-р Желю Желев признава името „Република Македония“, но не и понятието македонски език (с аргумента, че не е дипломатическа практика да се признава самостоятелното съществуване на отделен език). Според Българската академия на науките и водещи филолози така нареченият „македонски език“ е „писмена регионална форма на българския език, защото се изгражда на основата на български говори“.
След много години неутралитет по отношение на македоно-гръцкия спор за името, през 2018 г. двама български политици, президентът Румен Радев и външният министър Екатерина Захариева правят официални изявления, че за София не е все едно какво име ще бъде избрано.